# State Street Bank v. Signature Financial Group
State Street Bank & Trust Co. v. Signature Financial Group, Inc., auch als State Street oder State Street Bank bekannt, war ein wichtiger Fall des amerikanischen Patentrechts. In ihm stellte das zuständige Bundesberufungsgericht, das United States Court of Appeals for the Federal Circuit 1998 erstmals die generelle Patentierbarkeit von Software und Geschäftsprozessen fest. Das Urteil im Verfahren State Street Bank v. Signature Financial Group löste einen Softwarepatente-Boom aus.
Es weitete damit die Reichweite des Patentrechts weit über den vorher gültigen Bereich angewandter Technik aus. Nach der Urteilsbegründung mussten Erfindungen nur noch Ergebnisse hervorbringen, die nützlich, konkret und greifbar (useful, concrete and tangible) sind, um patentierbar zu sein. Das Urteil öffnete damit die Tore, um vorher unpatentierbare Erfindungen wie wissenschaftliche Theorien, Geschäftsmodelle, Umfragetechniken und Verwaltungstechniken, aber auch Software (Softwarepatente) etc. zu patentieren. Das United States Court of Appeals for the Federal Circuit hat diese Entscheidung im Urteil In re Bilski vom 30. Oktober 2008 weitgehend aufgehoben und dort den „Nützlich, greifbar und konkret“-Test für nichtig erklärt. Der US Supreme Court bestätigte in Bilski v. Kappos zwar die Einzelfallentscheidung, betonte aber, dass einzig der Wortlaut des 35 U.S.C. §101 in seiner normalen, modernen, allgemein akzeptierten Bedeutung und nicht irgendein abgeleiteter, spezifischer Patentierbarkeitstest maßgebend für die Patentierbarkeit bzw. Nichtpatentierbarkeit von Software- und Geschäftsmethoden sei.

## Hintergrund
Die Signature Financial Group Inc. erlangte am 9. März 1993 das US-Patent 5193056 für ein „Datenverarbeitungssystem für Hub and Spoke Finanzdienstleistungen“. Die Endknoten (Spokes) in diesem Fall waren Offene Investmentfonds, die ihre Anlagen in einem Zentralknoten zusammengelegt haben. Um auf diese Konstruktion doppelte Steuerzahlungen zu vermeiden, schreibt der amerikanische Internal Revenue Service (IRS) bestimmte Methoden der Buchführung vor, die die Signature Financial Group als Software implementiert hatte. Dabei stimmten große Teile der Patentschrift wortwörtlich mit den Vorgaben des IRS überein. Der wesentliche Unterschied zwischen dem Patent und den Rechtsvorschriften bestand darin, dass das Patent explizit einen Computer zur Verwaltung vorsah. Da die Steuervorschriften aber unter anderem die tägliche Berechnung der Gewinne und Verluste aller beteiligten Partner vorschreiben und diese Fonds normalerweise eine große Anzahl beteiligter Partner mit umfangreichen Beteiligungen vorsehen, ist es eher unwahrscheinlich, dass den Steuervorschriften auch ohne Computer genüge getan werden könnte.

## Verfahren
Nachdem Signature sich geweigert hatte, das Patent der ebenfalls in Boston ansässigen Bank State Street zu lizenzieren, focht State Street das Patent an. Der zuständige District Court gab State Street im März 1996 recht und folgte dabei der damaligen Linie der Rechtsprechung, dass Software grundsätzlich nicht patentierbar sei. Der Urteilsbegründung zufolge sei ein Patent auf eine Buchhaltungsmethode zu einem Geschäftsprozess einem Patent auf den Geschäftsprozess gleichzusetzen. Da solche abstrakten Ideen weder als Geschäftsprozess noch als mathematischer Algorithmus patentierbar seien, sei auch das Patent von Signature nichtig. Abgesehen von wenigen Ausnahmen galt Software als abstrakte Idee, die keine körperliche Entsprechung habe und dementsprechend nicht unter das Patentrecht falle.
Erst das für das Patentamt zuständige Bundesberufungsgericht widersprach dieser Argumentation explizit und weitete damit die Geltung des Patentrechts erheblich aus. Es fasste die Software nicht als abstrakten Algorithmus auf, sondern als praktische Anwendung mehrerer Algorithmen, die nützliche, konkrete und greifbare Ergebnisse zeitigten. Ebenso schrieb das Gericht in seiner Urteilsbegründung, dass es die Gelegenheit nutze, um die bisherige Ausnahme für Geschäftsprozesse für nichtig zu erklären, sodass diese nun patentierbar waren. Der Supreme Court verweigerte im Januar 1999 ein Certiorari, womit die Entscheidung des Berufungsgerichtes in dem Fall unanfechtbar wurde.

## Auswirkungen
Inwieweit das Urteil wirklich zum Boom von Softwarepatenten und Patenten auf Geschäftsprozesse beigetragen hat, ist strittig, auf jeden Fall stieg die Zahl der entsprechenden Patente nach State Street so dramatisch an, dass das Patent and Trademark Office von einer „hysterischen Reaktion“ auf das Urteil sprach. Insgesamt wuchs die Zahl aller Patente zwischen 1997 und 1998 um über 30 %, ein Großteil der Steigerung entfiel auf Software- und Geschäftsprozesspatente. Die Zahl der Software-Patente verdoppelte sich zwischen 1997 und 1998 auf 1.016, wobei allein 1999 15.000 weitere Anmeldungen folgten. Allein in den ersten sechs Monaten nach State Street nahm die Zahl der Anmeldungen auf Geschäftsprozesse um 40 % zu.
In den folgenden Jahren etablierte sich State Street als Musterfall für den Boom bei Patenten auf abstrakte Ideen und die sich ändernde Rechtsprechung. Bereits 1999 stellte ein anderes Bundesgericht fest, dass prinzipiell alles patentierbar sei. In den darauffolgenden Jahren kam es zu einem starken Anstieg von Patentanmeldungen aus Wirtschaftszweigen wie dem Versicherungswesen, den Finanzdienstleistungen oder der Werbeindustrie, deren Produkte vorher als nicht-patentierbar galten.